# テムズとともに
『テムズとともに -英国の二年間-』（テムズとともに えいこくのにねんかん）は、徳仁親王が1983年6月から1985年8月までのイギリス・オックスフォードでの留学生活を回顧したエッセイである。1993年に学習院の創立125周年記念の学習院教養新書として刊行され、2023年4月には創立150周年記念事業として新装復刊された。2006年1月、元駐日イギリス大使ヒュー・コータッツィ（Hugh Cortazzi）の翻訳で英訳され、イギリスで出版された。

## 概要
学習院大学大学院で日本中世の交通史を研究した徳仁親王は、1986年からオックスフォード大学のマートン・カレッジで2年間の研究生活を送る。身辺警護はロンドン警視庁の警護官2人が当たっていた。交友を深め、スポーツや芸術、室内楽の演奏を楽しみ、他の学生と同様の日常生活を送る。マサイアス教授のもとでテムズ川の水上交通史の研究を行った。留学時の思い出や日常の様々な出来事が綴られている。　